# Dirk Albach
Dirk C. Albach (* 21. April 1972) ist ein deutscher Botaniker und Evolutionsbiologe. Er ist Professor an der Carl von Ossietzky Universität Oldenburg. Zugleich ist er Direktor des Botanischen Gartens Oldenburg der Universität. Seine Hauptforschungsgebiete sind Artbildung, Hybride, Genomgrößen-Evolution und Polyploidie.

## Leben
Dirk Albach studierte von 1992 bis 1996 an der Rheinischen Friedrich Wilhelms-Universität Bonn Biologie und Geographie, u. a. bei W. Barthlott. Er war Stipendiat der Studienstiftung des deutschen Volkes. 1996 wechselte er mit einem Stipendium der Universität an die Washington State University, Pullman, Washington. Hier arbeitete er bei Pamela und Douglas Soltis an der molekularen Systematik der Asteridae und lieferte wichtige Daten für die Klassifikation der Angiosperm Phylogeny Group. 1998 erhielt er den Master of Science in Botanik. 1998 startete er seine Promotion über die Systematik der Gattung Veronica bei Mark Chase, Royal Botanic Gardens, Kew, UK. Zweiter Doktorvater wurde der Experte für die Gattung Manfred A. Fischer, von der Universität Wien, wo er auch 2002 promoviert wurde (summa cum laude). Dritter Betreuer war Johann Greilhuber, der ihn in das Feld der Genomgrößen-Evolution einführte.
Nach seinem Postdoc in Wien (2002-2004) arbeitete Dirk Albach an der Johannes Gutenberg-Universität Mainz in der Arbeitsgruppe von Joachim W. Kadereit. In dieser Zeit entstanden verschiedene Arbeiten zur Biologie und Evolution der Gattung Veronica. In dieser Zeit begann er auch die Zusammenarbeit mit Soren Jensen über die Iridoid-Phytochemie der Gattung Veronica.
Ab 2008 wirkte Dirk Albach als Gastgeber für die Georg Forster-Stipendiatin der Alexander von Humboldt-Stiftung, Adeola Sonibare. Aus dieser Zusammenarbeit resultierten Arbeiten über die genetische Vielfalt von Yams.
Im Jahr 2008 habilitierte sich Dirk Albach und im Folgejahr wurde er auf die Professur für Biodiversität und Evolution der Pflanzen an der Carl von Ossietzky-Universität in Oldenburg berufen. Die Professur ist verbunden mit der Direktion des Botanischen Gartens der Universität.

## Lehre und Forschung
Dirk Albach arbeitet mit seiner Forschungsgruppe an verschiedenen Themen der Biodiversitäts-Forschung. Dies betrifft im Kernfragen der genetischen Diversität von Arten, Artbildung und Verwandtschaftsverhältnissen von Arten. Dabei liegt häufig der Fokus auf Fragen der Hybridisierung und Polyploidie und Genomgrößen-Evolution. Unter anderem war er an einem einflussreichen Übersichts-Artikel über Artbildung und Hybridisierung beteiligt.  Daneben sind auch Forschung zu Pilz-Pflanze-Interaktionen, die Bedeutung genetischer Diversität für die Landwirtschaft (z. B. Grünkohl), sowie verschiedene Projekte zum Thema Naturschutz Teil der Arbeiten. Im Rahmen dieser Forschung reicht das aktive Forschernetzwerk von den Niederlanden über Spanien, Türkei, Nigeria, Ukraine, Russland in die USA und nach Neuseeland. Er hat an der Veröffentlichung von über 180 Publikationen mitgewirkt.
In der Lehre beteiligt sich Dirk Albach an den Studiengängen Biologie, Umweltwissenschaften und Landschaftsökologie der Universität Oldenburg.
Dirk Albach war von 2008 bis 2021 Vorsitzender der Sektion Biodiversität und Evolution der Deutschen Botanischen Gesellschaft. Seit 2017 ist er Chef-Herausgeber der Zeitschrift TAXON der International Association for Plant Taxonomy.  Seit 2024 ist er Mitglied des Fachkollegiums Pflanzenwissenschaften der Deutschen Forschungsgemeinschaft (DFG).